# Rhytidoponera gregoryi
Rhytidoponera gregoryi är en myrart som beskrevs av Clark 1936. Rhytidoponera gregoryi ingår i släktet Rhytidoponera och familjen myror. Inga underarter finns listade i Catalogue of Life.